# Genio (filosofia)
Il genio è una speciale attitudine naturale atta a produrre opere di importante rilevanza artistica, scientifica, etica o sociale. Tale disposizione naturale può anche essere portata alla luce con l'educazione, ma difficilmente può essere trasmessa ad altri (i figli o i discepoli dei geni molto raramente eguagliano i padri o i maestri). Il termine genio può anche genericamente indicare la persona stessa in possesso di tale eccezionale abilità. Il termine  deriva dal latino genius, sostantivo derivato dal verbo geno ("generare", "creare"), quindi "forza naturale produttrice".

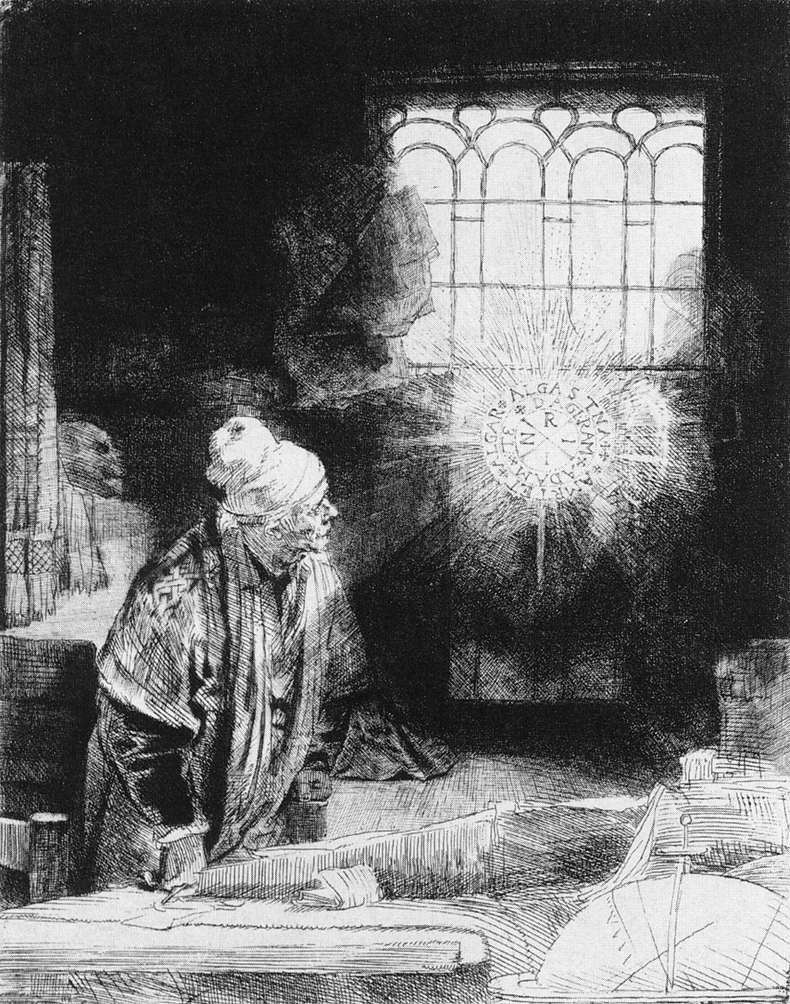
Il Dottor Faust (in un'incisione di Rembrandt del 1650), emblema del genio romantico, solitario, inquieto e assetato di conoscenze.

Il genio è una caratteristica di intuizione originale ed eccezionale nell'esecuzione di un'arte o un'impresa che supera le aspettative, stabilisce nuovi standard per lavori futuri, stabilisce metodi operativi migliori o rimane al di fuori delle capacità dei concorrenti. È associato all'abilità intellettuale e alla produttività creativa.
Non esiste una definizione scientificamente precisa di un genio. Il termine è anche definito come l'abilità eccezionale stessa. In questo senso della parola, a volte il genio è associato al talento, ma alcuni autori distinguono sistematicamente questi termini. Walter Isaacson, biografo di molti noti geni, spiega che sebbene l'elevata intelligenza possa essere un prerequisito, il tratto più comune che definisce effettivamente un genio può essere la straordinaria capacità di applicare la creatività e il pensiero immaginativo in molte situazioni.

## Storia della parola
Nel corso dei secoli, la parola genio ha assunto significati e valenze molto diverse.
In latino genium, che indicava un nume tutelare, portatore di ispirazioni e prosperità, ha la medesima radice di ingenium, «ingegno» appunto, ovvero «acutezza d'intelletto», a cui si contrappone invece lo studium, le capacità acquisite con un impegno lungo e laborioso.

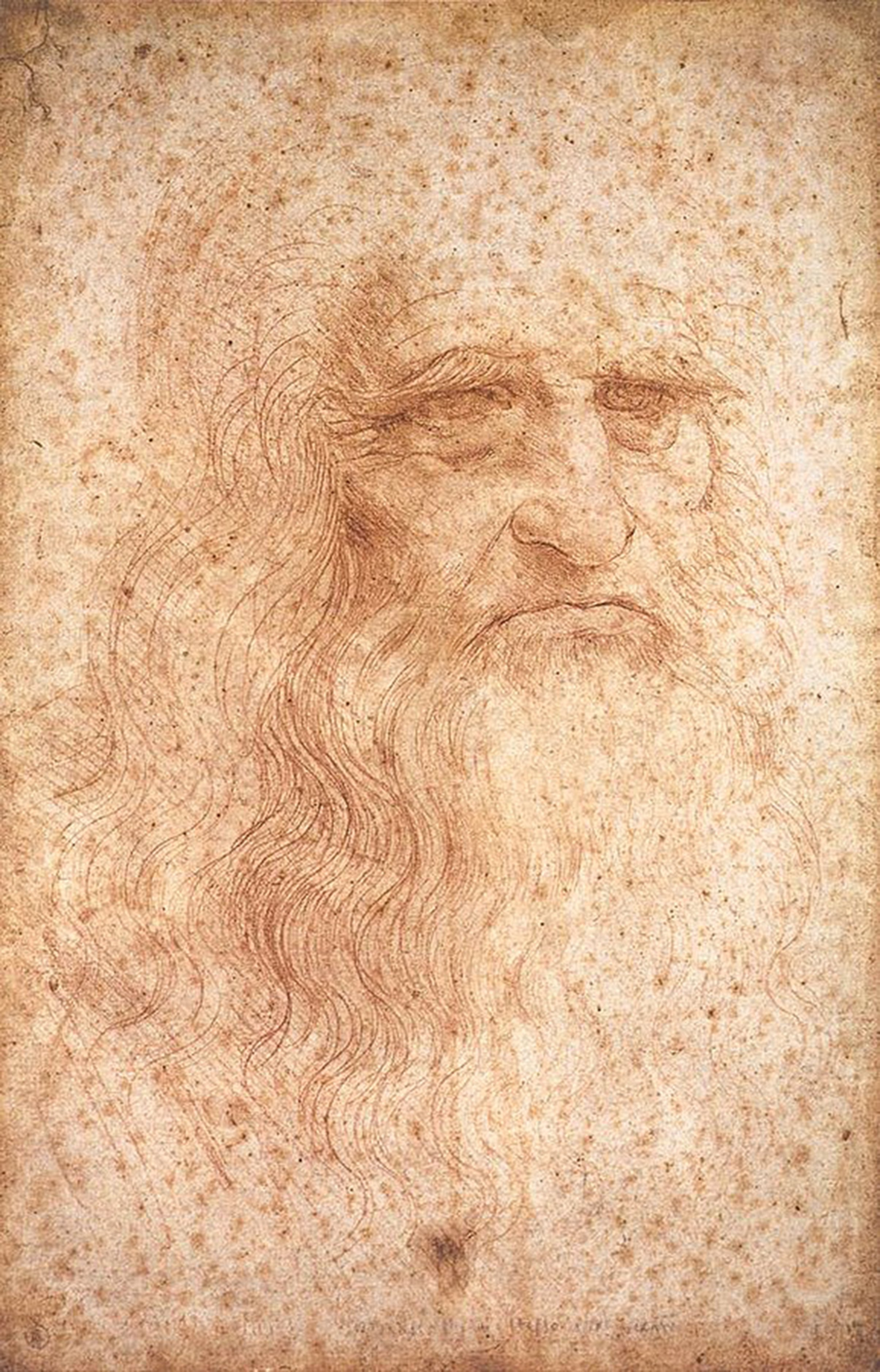
Leonardo da Vinci

Nel Rinascimento il genio è chi, dotato di "multiforme ingegno" perché versato in tutte le arti, discipline, o scienze, giganteggia sul resto dell'umanità per le sue capacità insieme artistiche e scientifiche. Tipica la figura di Leonardo da Vinci, prototipo dell'intelligenza geniale.
Nei secoli XVII e XVIII, l'ammirazione e stupefazione per le scoperte scientifiche fa sì che si torni ad intendere il genio come nell'accezione rinascimentale, per cui il termine si associa a campi del sapere, genio scientifico, matematico, filosofico ecc. non più attinenti a quello specificatamente artistico che sottolineavano in passato la spontaneità del creatore:
(Detto latino)
Nella definizione e nell'esaltazione del genio si sono succedute, nel corso delle epoche storiche, varianti e forme diverse: se i più moderati si rivelarono i pensatori razionali illuministi, nel periodo romantico si accostò il genio al 'divino', facendone una sorta di progenitore di una stirpe nazionale, capace di esprimere lo spirito della sua epoca e del suo popolo (Volksgeist): figura che molti vedevano incarnata da Goethe.
Se gli Inglesi del Settecento diffidano soprattutto della libertà del genio e quindi tendono a disciplinarlo perché non deve prescindere interamente dalle regole, in Germania si arriva alla religione del genio, al punto che Wieland definisce il genio sia un angelo sia un demone, mentre Lessing lo accosta alla natura in continuo atto di evoluzione e perfettibilità.

## La concezione del genio in Kant

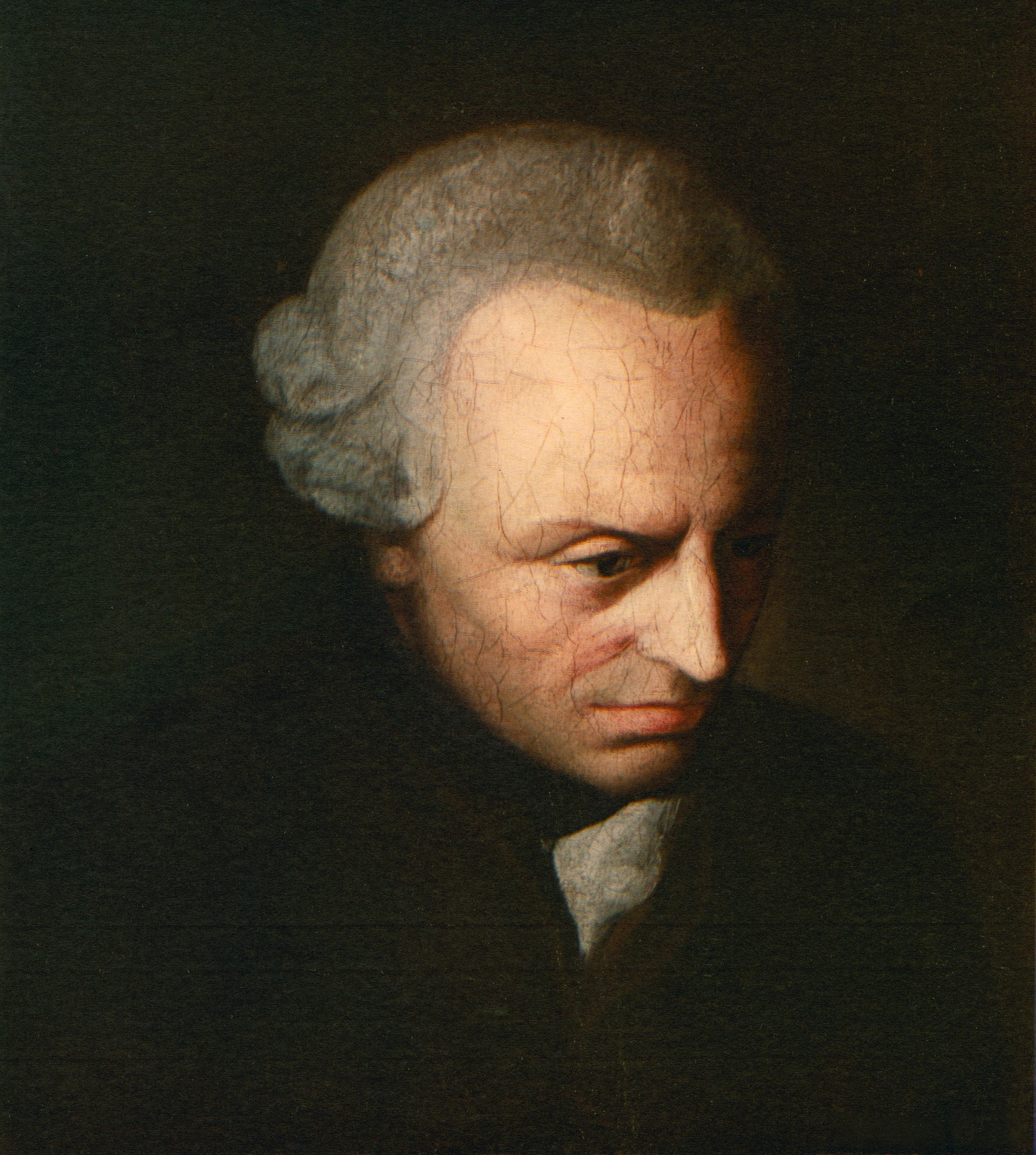
Immanuel Kant

Immanuel Kant elabora la sua concezione del genio nell'opera Critica del Giudizio, ma già precedentemente, in appunti personali e lezioni universitarie in cui discuteva in particolare le teorie dello Essay on Genius (1774) di Alexander Gerard, aveva osservato come nel campo della ricerca scientifica la scoperta d'importanti verità scientifiche non possa essere attribuita al genio, ma sia opera di una «mente spesso grande». Nella scienza, infatti, la scoperta o invenzione, come la chiama Kant, è il risultato di un metodo, scoperto o inventato certamente da una grande mente, ma che può essere insegnato e quindi appreso e imitato.
L'imitazione, però, non ha niente a che fare con la produzione artistica geniale che non segue metodi o regole scientifici, ma si fonda su regole che provengono dalla natura:

L'artista, proprio in quanto genio e non scienziato, non sa che cosa l'ha portato a creare la sua opera: 
Nell'arte bella, osserva Kant, non ci sono regole e imitatori, o meglio le regole sono nella natura stessa dell'artista, nelle sue capacità innate che agiscono spontaneamente, al contrario dell'arte meccanica, che produce la sua opera dopo un lavoro d'insegnamento e apprendimento.
L'artista geniale è colui che può costituire con la sua opera il modello a cui ispirarsi per altri in cui il genio è latente o, addirittura, la formazione di una scuola, non d'imitatori, ma di artisti originali e spontanei che seguano il suo esempio di capostipite della corrente artistica (esemplarità del genio):
L'originalità dell'arte quindi si deve sempre accompagnare a queste regole non scritte, altrimenti si cadrebbe nella stravaganza e nel capriccio.
Per questo, Kant sostiene che il genio è la felice sintesi di immaginazione e intelletto, di spontaneità e regole non scritte, per cui l'artista gode di un'assoluta libertà creativa dove l'intelletto è presente ma non più come costrizione razionale, come avviene nel campo della conoscenza, ma come capacità di realizzare l'opera secondo il proprio naturale gusto estetico.
Per questo, l'opera d'arte è insieme la sintesi di necessità e libertà. Per quanto libera e geniale sia infatti l'ispirazione dell'artista, egli dovrà tuttavia fare i conti con le rigide regole del mondo della natura.
Per quanto libera sia la sua ispirazione ed originale sia il materiale da lui usato per creare l'opera, esso tuttavia dovrà pur sempre rispondere al rigido meccanicismo delle leggi della natura.

## Il genio nella filosofia post-kantiana
Il culto del genio si sviluppò notevolmente nella cultura romantica tedesca, in particolare nello Sturm und Drang.

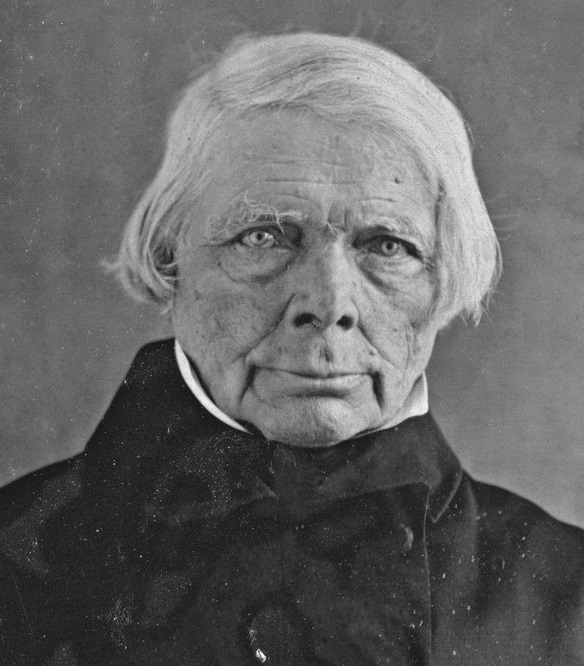
Friedrich Schelling

Di nuovo, in Friedrich Schelling l'arte del genio è la suprema forma del sapere, capace di cogliere spontaneamente l'Assoluto nella sua "unità indifferenziata" di Natura e Spirito. Nella sua opera giovanile più famosa, il Sistema dell'idealismo trascendentale, l'arte è addirittura collocata al culmine del suo sistema filosofico come punto di fusione di Natura e Ragione: per questo l'Idealismo di Schelling sarà detto estetico. Nel suo pensiero più maturo, già a partire dalle lezioni sulla Filosofia dell'arte (1802) o sul Metodo degli studi accademici (1803), essa viene però ricondotta al disotto della Filosofia, che ne comprende razionalmente la funzione sintetica.

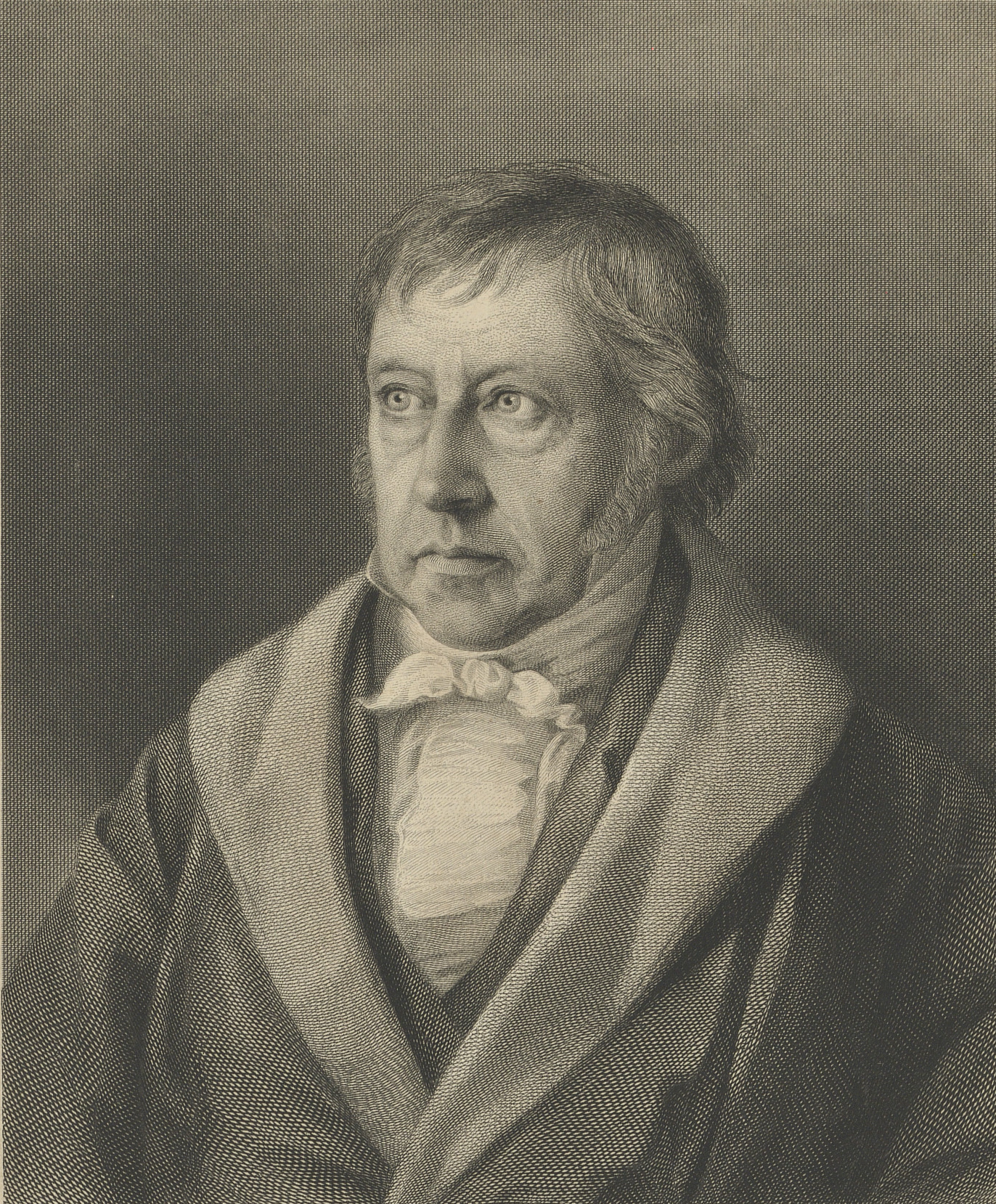
Georg Hegel

Il genio, l'immaginazione, la spontaneità vengono liquidate da Hegel come "romantiche fantasticherie"; solo le competenze tecniche e un bagaglio di esperienze ed emozioni intellettualmente governate, rendono l'opera veramente artistica.
Hegel distingue tra genio e talento. Quest'ultimo sarebbe la capacità tecnica che si esprime in un particolare campo; quello che comunemente si dice "bravura" e, mentre il genio si accompagna sempre al talento, questi può essere presente anche da solo

Arthur Schopenhauer

Per Arthur Schopenhauer, il genio è la "direzione oggettiva dello spirito" e contempla le idee prodotte dalla volontà; l'accesso alla volontà è dunque mediato e indiretto nelle arti inferiori rispetto alla musica, mentre con la musica il genio diventa l'espressione immediata della volontà ideale; ci sono senza dubbio analogie, ma anche differenze tra il genio e il folle, il quale dimentica il suo corpo abbandonandosi a una sorta di delirio estetico, che gli permette di cogliere, sia pure brevemente, la noluntas, di dimenticare la volontà di vivere.

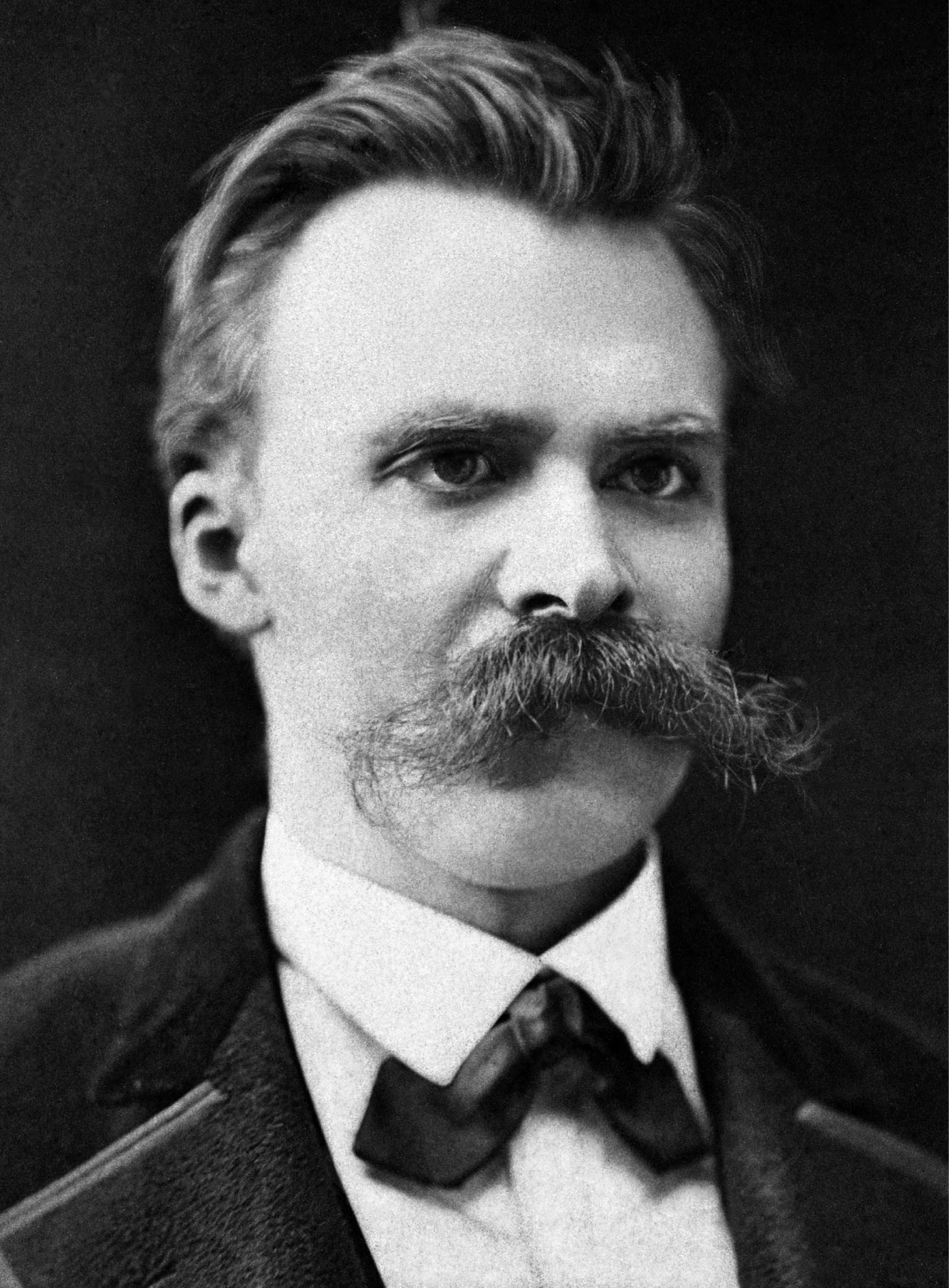
Friedrich Nietzsche

Per Friedrich Nietzsche, il tema della genialità artistica coincide con l'origine dell'apollineo, che permette all'uomo di superare la noia e il disgusto per la vita quotidiana. Il genio, che nasce da una visione apollinea, porta ad un'esperienza dionisiaca, non distruttiva della negatività dell'esistenza ma ad una volontà positiva di costruzione individuale.
Ci si può riconciliare con la vita, con una sorta di sublimazione dell'apollineo attraverso il genio che con la creatività trasforma la realtà umana in qualcosa di attraente e desiderabile.
Il genio così trapassa dall'apollineo in un fenomeno dionisiaco.